# De uheldige friere
De uheldige friere, även kallad Saadan skal de have det och Den heldige friere, är en dansk svartvit stumfilm (komedi) från 1912. Det råder oklarhet vem som regisserade filmen, men manus skrevs av A.V. Mammen.
Filmen hade premiär i Danmark. Den 2 november 1912 hade den USA-premiär under titeln Unsuccessful Flirtation. I Europa hade den titeln Unlucky Suitors.

## Medverkande
- Frederik Buch
- Hilmar Clausen
- Valborg Dietrich
- Emil Henriksen
- Johannes Meyer
- Zanny Petersen
- A.W. Sandberg
- Oscar Stribolt
- Valda Valkyrien